# Mont Ruapehu
Le mont Ruapehu, ou simplement Ruapehu, est un volcan actif de Nouvelle-Zélande inclus dans le parc national de Tongariro et situé dans le centre de l'île du Nord dont il est le point culminant avec 2 797 mètres d'altitude. La montagne comporte les seuls glaciers et les plus grandes pistes de ski de l'île du Nord. Le climat alpin qui règne au sommet de la montagne permet le maintien de neiges éternelles et de petits glaciers autour du lac de cratère.

## Géographie

### Topographie
Le mont Ruapehu est situé dans le centre de l'île du Nord, dans le Sud du parc national de Tongariro, où il constitue avec le mont Tongariro un ensemble volcanique important. Au nord-est de ces deux volcans se situe le lac Taupo. La montagne a la forme d'un cône circulaire tronqué d'environ 110 kilomètres cubes dont les flancs aux pentes prononcées sont entaillées de nombreuses vallées fluvio-glaciaires. Son sommet culmine à 2 797 mètres d'altitude mais de nombreux autres antécimes ont une altitude voisine.

### Hydrographie
Les pentes escarpées du mont Ruapehu sont propices à la formation de nombreuses cascades comme  celles de  la rivière Waitonga d'une quarantaine de mètres de hauteur.

### Climat
Parce que les volcans du parc national dominent la mer de Tasman, les vents d'ouest assaillent leurs sommets, apportant d'importantes précipitations. L'altitude élevée du mont Ruapehu combinée aux précipitations est propice au maintien de la neige qui donne naissance à quelques glaciers sur le sommet de la montagne.

### Géologie

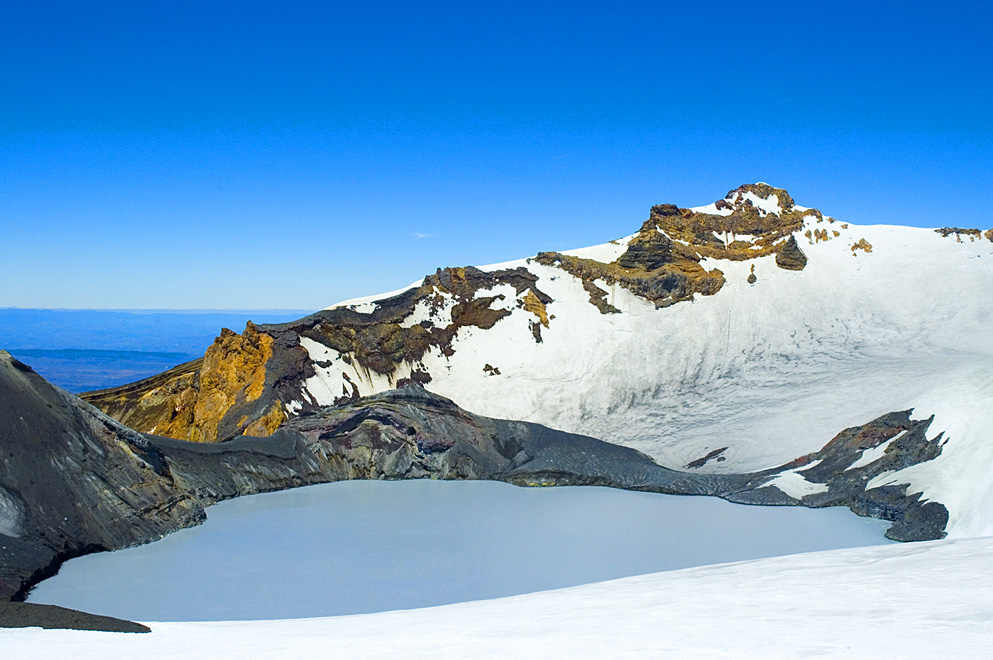
Le Crater Lake et son lac le 29 juillet 2005 montrant le barrage de tephra (en gris sur la gauche) formé au cours de l'éruption de 1996.

Le mont Ruapehu est un stratovolcan actif composé de quatre cônes construits durant quatre phases andésitiques pliniennes majeures datant d'il y a 200 000 ans. Entre 22 600 et 10 000 ans, des éruptions pliniennes avec des coulées pyroclastiques surviennent et forment la plaine entourant le Ruapehu sur une centaine de kilomètres. Les éruptions actuelles se traduisent généralement par la formation de panaches volcaniques et de lahars lors d'éruptions peléennes ayant formé les actuels cratères sommitaux. Cette histoire éruptive le classe parmi les volcans gris de la ceinture de feu du Pacifique.
Le 24 décembre 1953, un lahar a emporté un pont de chemin de fer à proximité de Tangiwai, 151 personnes ont été tuées lorsque le train qui assurait la liaison Auckland-Wellington plongea dans la rivière.
Les dernières éruptions récentes surviennent environ tous les un à deux ans et se traduisent le plus souvent par de petites explosions phréatiques dans les cratères sommitaux du volcan et l'émission de lahars. La dernière éruption d'importance date du 16 juin au 1er septembre 1996 avec un indice d'explosivité volcanique de 3, des explosions phréatiques, la formation d'un panache volcanique, l'émission de quatre millions de mètres cubes de tephras et la production de lahars. Au cours de cette éruption, un barrage naturel de tephras s'est construit sur un des rebords du Crater Lake, permettant la hausse du niveau du lac mais faisant craindre la formation d'un important lahar qui s'est finalement produit le 25 septembre 2007 avec la vidange brutale mais partielle du lac.
Ce lac connait des fluctuations rapides de sa température : en décembre 2011 et janvier 2012, elle s'élève à plus de 35 °C avant de diminuer jusqu'à 16 °C en mai. Dans les mois suivants, elle s'élève légèrement et fluctue entre 18 et 24 °C. Ces variations de températures constituent pour certains volcanologues le signe précurseur d'une prochaine éruption.
L'activité volcanique de Ruapehu serait sensible au cycle lunaire. En utilisant un modèle numérique, des chercheurs suggèrent que c'est lorsque la pression dans la poche de gaz qui surmonte la colonne de magma atteint un seuil critique que le volcan devient sensible à l'attraction gravitationnelle lunaire,.

## Histoire
Sa première ascension a été faite en 1879 par G. Beetham et J. P. Maxwell. Sa voie d'ascension la plus facile est depuis Whakapapa.
Plusieurs stations de ski occupent les flancs du mont Ruapehu : Whakapapa, Turoa et Tukino.
C'est sur les pentes et autour du mont Ruapehu qu'ont été tournées plusieurs scènes et plans de la trilogie de Peter Jackson, Le Seigneur des anneaux.

## Dans la culture
Dans la fiction, le mont Ruapehu est plusieurs fois évoqué dans le roman Vic St Val sur un volcan (1971).